# Tallblodriska
Tallblodriska, läcker riska eller läckerriska (Lactarius deliciosus) är en svampart i familjen Russulaceae och släktet riskor. 

## Ekologi och utbredning
Tallblodriska trivs på kalkrik mark och bildar mykorrhiza med tall (Pinus sp.), ibland med en (Juniperus communis), sällan med gran (Picea sp.). Den växer främst i tallskogar, men även i blandskogar och i hagmarker om förutsättningarna är lämpliga, liksom i parker. Undantaget kalkrika områden, där den kan ha riklig förekomst, hör tallblodsriskan till de mindre allmänna riskorna. 
Arten har huvudsakligen en europeisk utbredning och är en mycket uppskattad matsvamp i bland annat Spanien. I Sverige finns riskan i hela landet utom i fjällkedjan. Arten förmodades förut även finnas i Nordamerika, men DNA-studier har visat att det inte är samma art.

## Utseende
Fruktkroppen uppträder under sensommaren och hösten. Hatten är orangeröd till ljust tegelröd. Unga exemplar har en mer rundad hatt än äldre exemplar som har en mer utbredd och trattlik hatt. Bredden är vanligen 6–12 centimeter, men större exemplar kan förekomma, upp mot 15 centimeter. Hatten har koncentriska ringar, som ofta är särskilt framträdande i zoner eller fläckar. Hatten kan vara lätt grönfläckig, särskilt på äldre exemplar.
Svampens skivor är tätt sittande och har en blekt orangeaktig färg och löper ned ett litet stycke på svampens fot. Ibland har skivorna ärggröna fläckar, något de även får av stötar. Själva foten är förhållandevis kort och kraftig. Dess höjd är 5–7 centimeter och dess tjocklek 2–3 centimeter. Foten har liknande färg som hatten, med spridda gulröda gropar. Foten är cylindrisk och ihålig eller har kammare.
Tallblodriskans kött är fast och ljust rödaktigt. Om man gör ett snitt i svampköttet eller om svampen bryts kommer det fram en morotsröd saft, som efter ungefär en timme blir grönaktig. Smaken är kryddig, men doften är mild.
Riskan kan främst förväxlas med blodriska (L. deterrimus) eller laxriska (L. salmonicolor). Vinriska (L. sanguifluus), grönfläckig vinriska (L. semisanguifluus) och blåmjölkig riska (L. quieticolor) växer under tall. Granriskan (L. zonarides) plockas ibland av ovana plockare i tron att det är en ätlig riska.